# Тубифера ржавая
Тубифера ржавая (лат. Tubifera ferruginosa) — вид миксомицетов из семейства Ретикуляриевые (Reticulariaceae).

## Описание
Плазмодий бесцветный, но при созревании становится сначала молочно-белым, затем — розовым. Спорофоры представляют собой псевдоэталии, образованные плотно прилегающими друг к другу остроконечными спорангиями цилиндрической формы, обычно несколько угловатыми от взаимного сжатия. Псевдоэталии могут достигать до 15 см в диаметре, но обычно их размеры лежат в пределах 0,5—1,8 см. Спорангии достигают до 0,4 мм в диаметре и до 5 мм в высоту. Спороношения ржаво-коричневые или желтовато-коричневые, часто с радужным отливом. Перидий плёнчатый, с радужным отливом, в проходящем свете светло-коричневый, без гранулярных включений. Он растрескивается апикально, и как правило основания спорангиев после этого остаются плотно прижатыми друг другу, напоминая пчелиные соты. Гипоталлус обычно слабо заметен, но иногда чёрный и губчатый, в толщину не превышает 0,1 мм. Ножка, колонка, капиллиций и псевдокапиллиций отсутствуют. Споры в массе ржаво-коричневые, в проходящем свете светло-коричневые, шаровидные, с равномерно утолщённой оболочкой. Диаметр спор 6—8 мкм. Две трети поверхности орнаментировано мелкой сеточкой, а остальная часть покрыта мелкими бородавками или гладкая.

## Распространение и экология
Встречается в умеренных зонах Евразии и Северной Америки в лесах различных типов, на сильно сгнившей древесине.

## Подвиды
Выделяют 2 подвида:
- Tubifera ferruginosa subsp.ferruginosa Leontyev, Schnittler & S.L. Stephenson — верхушки спорангиев от полусферических до тупо конических. Молодые спороношения от бледно-оранжево-розовых до алых.
- Tubifera ferruginosa subsp.acutissima Leontyev, Schnittler & S.L. Stephenson — верхушки спорангиев заострённо конические с шиловидными кончиками. Молодые спороношения густо розовые.

## Галерея

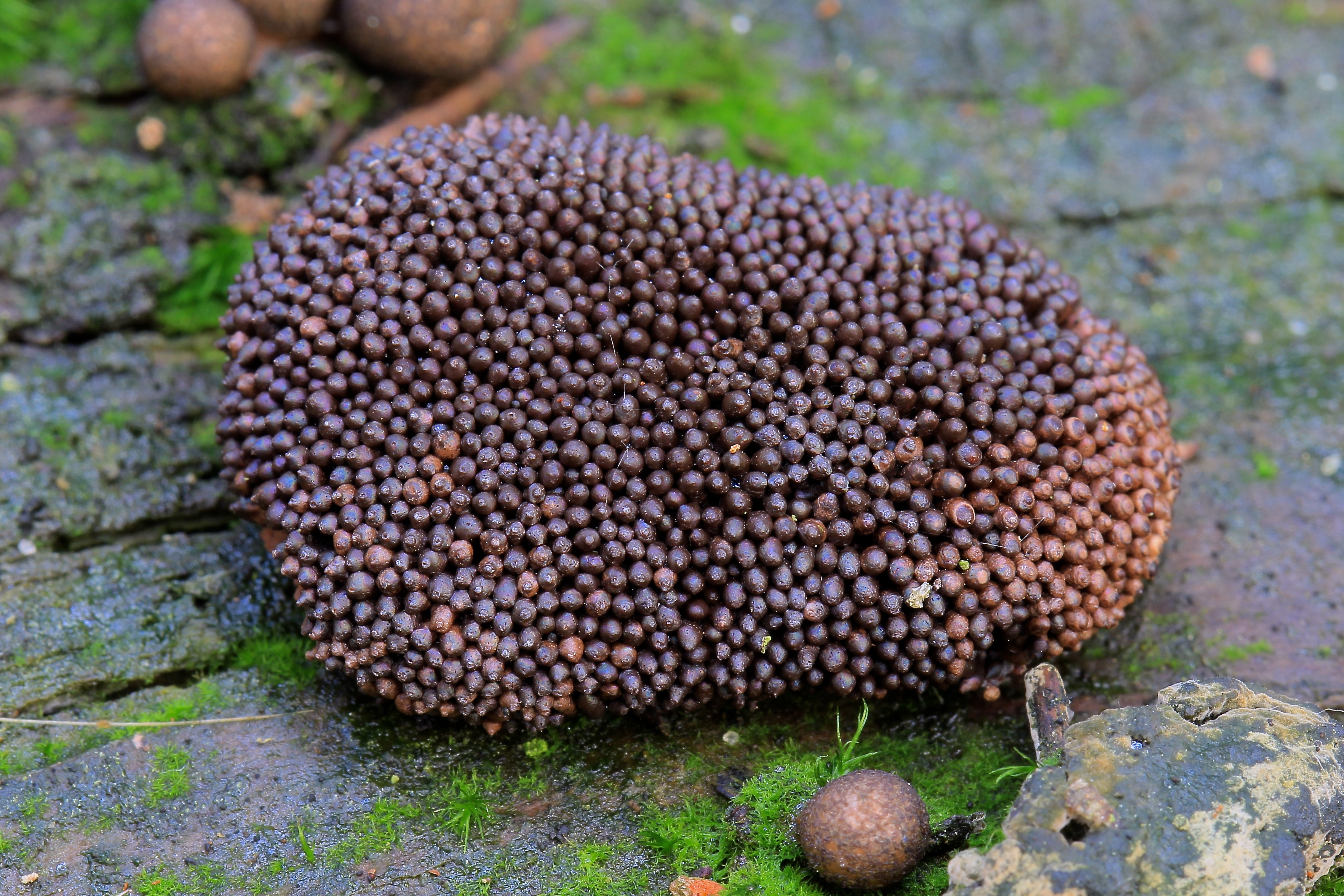
Зрелый псевдоэталий
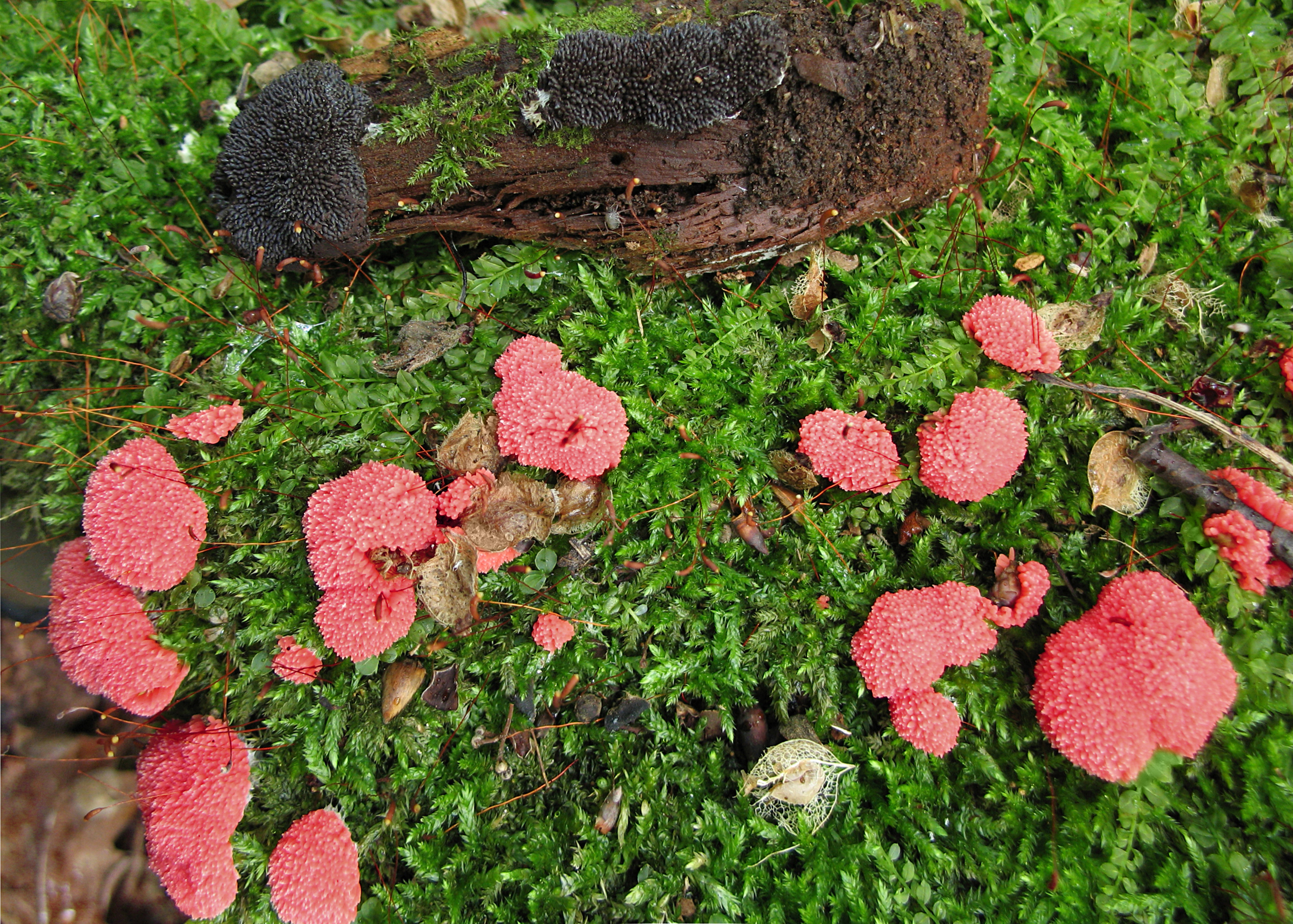
Tubifera ferruginosa subsp. acutissima